# Klimt 1918
I Klimt 1918 sono un gruppo musicale italiano alternative rock, formato nel 1999 a Roma.

## Storia del gruppo
Il gruppo si è formato nel 1999 da un'idea dei fratelli Marco e Paolo Soellner, dopo lo scioglimento degli Another Day, il loro precedente gruppo death metal. La riscoperta da parte di Marco dell'amore per gruppi come The Cure, Bauhaus e Joy Division porta nuove influenze nella band.
L'anno successivo, dopo aver completato la formazione con Davide Pesola al basso e Francesco Tumbarello alla chitarra solista, viene pubblicato il demo autoprodotto Secession Makes Post-Modern Music che viene registrato da Giuseppe Orlando, batterista dei Novembre, amico della band.
Il demo riceve buone recensioni dalla stampa specializzata e cattura le attenzioni della My Kingdom Music, una nuova etichetta indipendente italiana, con cui il gruppo firma un contratto per due album.
Il primo full-length Undressed Momento, esce nel 2003 e durante la registrazione Francesco Tumbarello lascia la band per essere sostituito da Alessandro Pace, un nome molto conosciuto nell'underground metal di Roma e vecchio amico dei componenti del gruppo.
Il disco rappresenta un'evoluzione nel sound che diventa più melodico e emozionale, perdendo parte del sound metal, riceve ottimi responsi dalla stampa di tutta Europa e raggiungendo la prima posizione della Orkus Top Chart.
Un anno dopo il gruppo firma un nuovo contratto con l'etichetta tedesca di culto Prophecy Productions e comincia a lavorare sul nuovo album. Dopoguerra, pubblicato nel 2005, presenta un sound più personale e riceve anche questa volta pareri positivi da stampa e critica ed è seguito da un tour europeo, il primo per la band.
Tra settembre e ottobre 2006 Alessandro Pace lascia il gruppo e viene rimpiazzato da Francesco Conte, che fa il suo debutto live il 21 ottobre al concerto per festeggiare il decimo anniversario della nascita della Prophecy Productions.
Il seguito di Dopoguerra, dal titolo Just in Case We'll Never Meet Again (Soundtrack for the Cassette Generation), è stato pubblicato il 20 giugno 2008 in Germania e il 23 e 24 giugno nel resto del mondo e negli USA.
Tra marzo e aprile 2009 i Klimt 1918 rilasciano il loro primo videoclip ufficiale, per il brano "Ghost of a Tape Listener". Contemporaneamente rilasciano anche la versione in vinile del terzo album e un EP di 3 pezzi di cui uno inedito intitolato "Blackeberg 1981".
A dicembre 2016 è stato pubblicato un doppio album chiamato Sentimentale Jugend.
Nel marzo 2020 Francesco Conte, di comune accordo con gli altri componenti, esce dal gruppo. Viene sostituito da Claudio Spagnuoli, già nei Divenere.

## Stile
Il sound dei Klimt 1918 può essere descritto come rock alternativo con considerevoli influenze post-rock e darkwave e di sonorità di gruppi come gli U2.

## Il nome
Klimt 1918 si riferisce a Gustav Klimt ed al suo anno di morte, il 1918 appunto, che vede anche la fine della prima guerra mondiale.
Marco Soellner sostiene che la loro musica contiene "la solita capacità di decontestualizzazione, secessionismo e post-modernismo dell'arte di Klimt". Il 1918, sempre secondo Marco, rappresenta il definitivo collasso dei valori della belle Époque e una piena transizione verso il XX secolo.
Il nome è anche un tributo ai Bauhaus che originariamente erano chiamati "Bauhaus 1919".

## Formazione

### Formazione attuale
- Marco Soellner - voce, chitarra (1999-presente)
- Claudio Spagnuoli - chitarra (2020-presente)
- Davide Pesola - basso (1999-presente)
- Paolo Soellner - batteria (1999-presente)

### Ex componenti
- Francesco Tumbarello - chitarra (2000-2002)
- Alessandro Pace - chitarra (2002-2006)
- Francesco Conte - chitarra (2006-2020)

## Discografia

### Album in studio
- 2003 - Undressed Momento
- 2005 - Dopoguerra
- 2008 - Just in Case We'll Never Meet Again (Soundtrack for the Cassette Generation)
- 2016 - Sentimentale Jugend

### Demo
- 2000 - Secession Makes Post-Modern Music